# La Lira
La Lira è la raccolta di poesie di Giambattista Marino, edita nel 1614.
Essa contiene testi composti tra il 1592 e il 1613: è dunque composta dalle poesie già presenti nelle Rime del 1602, più quelle del decennio successivo.
La Lira ha grande fortuna nel Seicento e ha in sé tutti gli elementi del marinismo, opponendosi al petrarchismo e, dunque, al classicismo degli antimarinisti che seguivano la poetica e la cultura classicista del Petrarca.

## Struttura
La raccolta è divisa in 3 parti, a loro volta ulteriormente suddivise in generi e temi secondo una ripartizione desunta dal piano delle Rime di Torquato Tasso, ma allargata ed espansa; non è possibile, secondo una lettura lineare, evincerne una storia complessiva o un criterio vagamente narrativo alla base.
Le prime due parti contengono i testi già delle Rime, la terza parte i nuovi versi; la prima (divisa enciclopedicamente in "Amorose, Marittime, Boscherecce, Heroiche, Lugubri, Morali, Sacre & Varie") si compone di 454 sonetti, la seconda di 140 madrigali e 16 canzoni più poco altro, la terza di sonetti e madrigali, ripartiti in "Amori, Lodi, Lagrime, Diuotioni & Capricci".
Questo stile di ripartizione, benché non inedito all'altezza delle Rime e anzi abbastanza tipico di diversa lirica manierista e non solo del Tasso, avrà grazie all'esempio della Lira molta fortuna nel corso del Seicento, ispirando diversi altri tipi di ripartizione di gusto enciclopedico sia in àmbito più strettamente marinista sia al di fuori. Questo criterio generale è direttamente dipendente dall'occasionalità di questo tipo di poesia, che nasce quasi esclusivamente da sollecitazioni esterne di tipo sociale (nozze, morti, avanzamenti di grado, feste, incoronazioni, elevazioni, &c.) o dall'assunzione in senso virtuosistico di topoi di natura esclusivamente letteraria.

## Stile
Nelle poesie c'è il trionfo della vista, che mette fine alla tendenza all'introspezione psicologica: vi si trovano quadri di vita quotidiana, descrizione di particolari, attenzione alle piccole cose fino all'eccesso.
Il tutto avvolto in una fredda cerebralità, in una mancanza di coinvolgimento sentimentale, secondo il gusto marinista per l'arguzia e per l'acutezza d'ingegno.
Tuttavia, tale freddezza intellettualistica è proprio uno dei motivi di equilibrio stilistico che tanta fortuna hanno consentito all'opera di Marino.
L'idealizzazione della donna, onnipresente e dominante nella tradizione, si perde nell'umiltà di alcune figure, come in Donna che cuce (Madrigali, 10); la bellezza femminile è frantumata nei particolari del suo corpo, sempre descritti in maniera cerebrale, come in Seno (III, 4).
Uno dei testi più celebri de La Lira si può assumere a manifesto: si tratta di Bella schiava (III, 10), dove prevale il gusto della novità, dello stupore, rovesciando i canoni petrarcheschi della bellezza femminile connotata dal candore. Il leggiadro mostro permea l'intera poetica di Marino, emblema della sua grandezza e rivoluzione all'interno della poesia del XVII secolo.

## Lingua
La lingua di Marino è in opposizione a quanto teorizza Pietro Bembo, ossia la lingua fiorentina del Trecento: la lingua di Guarini e Tasso, in voga nel primo Seicento, viene arricchita di dialettismi, volgarismi e neologismi.